# 秋田市立保戸野小学校
秋田市立保戸野小学校（あきたしりつ ほどのしょうがっこう）は、秋田県秋田市保戸野にある公立小学校。学校区は、秋田市中央部、おおむね、新国道と旭川沿岸地域に挟まれたエリアである。  

## 概要
1874年創立の伝統校。保戸野、千秋、大町の一部、などを学区とする。ライバル校の秋田市立明徳小学校とは千秋トンネルを挟んで徒歩圏の距離にある。また、至近距離に秋大付小が存在する。ほとんどの生徒が、秋田市立山王中学校、秋田市立秋田東中学校に進学する。
- 敷地面積：17,467m2
- 校舎面積：4,336m2
- 屋内運動場面積：1,258m2
- 屋外運動場面積:  7,347m2[2]

## 教育目標
- ともに学び たくましく生きる ～ ことばは心 ～
  - なかよくする子（徳）
  - すすんでする子（知）
  - きたえる子（体）

## 沿革
以下、注釈の無い項目は学校の公式サイトの情報によるもの。
- 1874年　南秋田郡保戸野愛宕小学校と称し、保戸野愛宕町に設立
- 1876年　保戸野中町に移転、西郭小学校と合わせて保戸野小学校と称する
- 1888年　現在の位置に新築
- 1904年　新築校舎落成（1963年まで使用）
- 1955年　運動場隣接校地拡張2838平方メートル
- 1956年　運動場隣接校地拡張3059平方メートル
- 1973年　学区の一部八橋小学校に編入
- 1974年 新プール竣工式、創立100周年記念式典
- 1979年 学区の一部泉小学校に編入
- 1998年 新校舎完成、移転
- 2000年 秋田市花壇コンクール特別優秀賞受賞
- 2012年  第60回よい歯のコンクール優秀学校賞

## 校章
- 校章のページを参照。
- 中央の円の中に「保」の字、全体が円満な保戸野の子供。この円から発する三方の伸び、頂上に向かったのは良き行いの伸び、右に向かったのは良き智の伸び、左に向かったのは良き体の伸び。さらにこの三つの形はそれぞれに矢の根。秋田矢留健児の象徴。

## 校歌
- 校歌のページを参照。
- 作詞 八木橋雄次郎、作曲 岡本敏明

## スポーツ少年団
- 野球
- サッカー

## 主な進学先
- 秋田市立山王中学校
- 秋田市立秋田東中学校

## 最寄駅
- 秋田駅

## アクセス
- 秋田中央交通　楢山大回り線秋田高校線添川線等　すわ町下車　徒歩5分他

## 著名出身者
- 伊賀山正光 - 映画監督
- 池田徳治 - 政治家
- 東海林太郎 - 歌手
- 町田忠治 - 政治家
- 成田翔 - プロ野球選手

## 学区内周辺

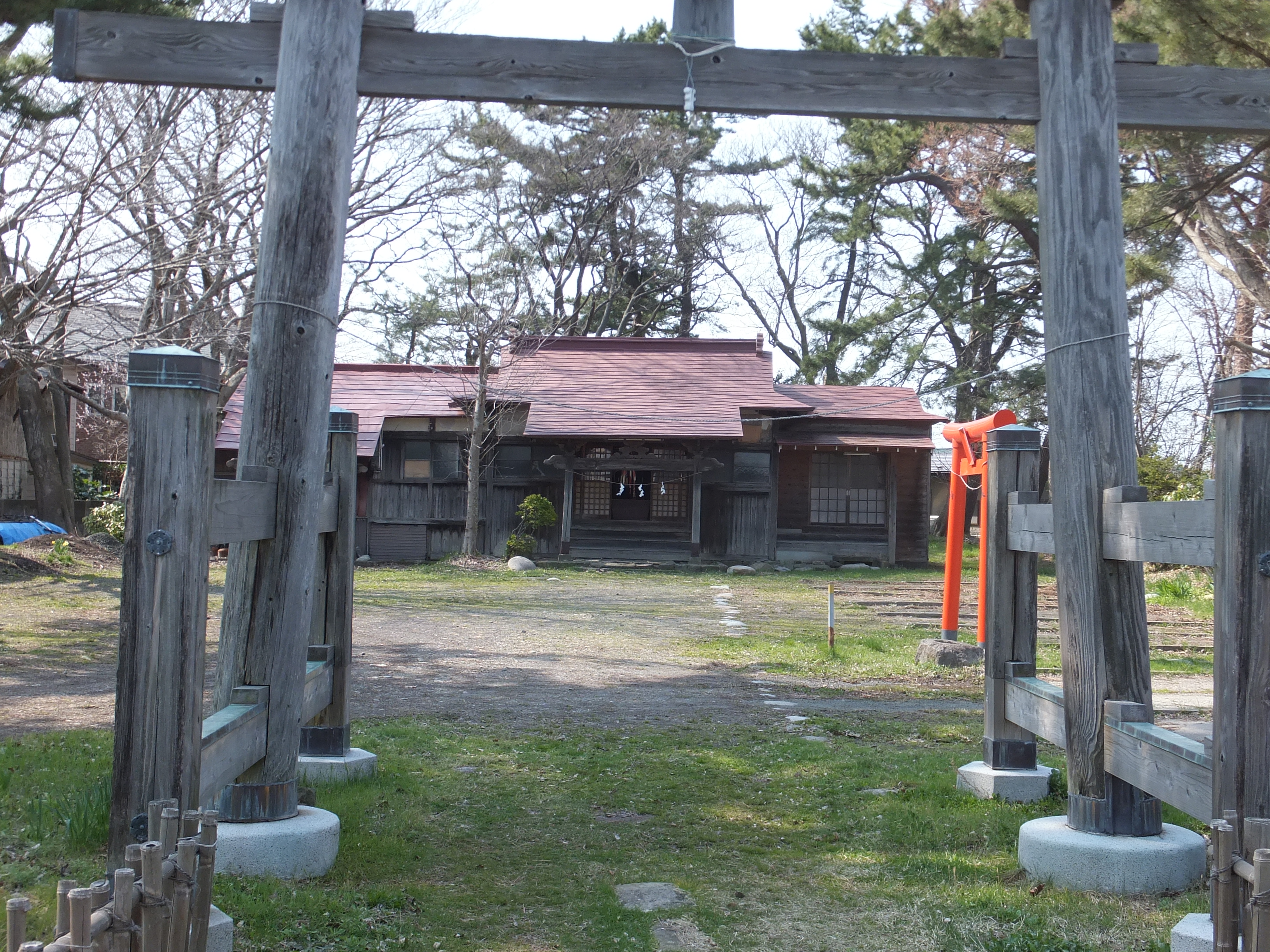
諏訪愛宕神社
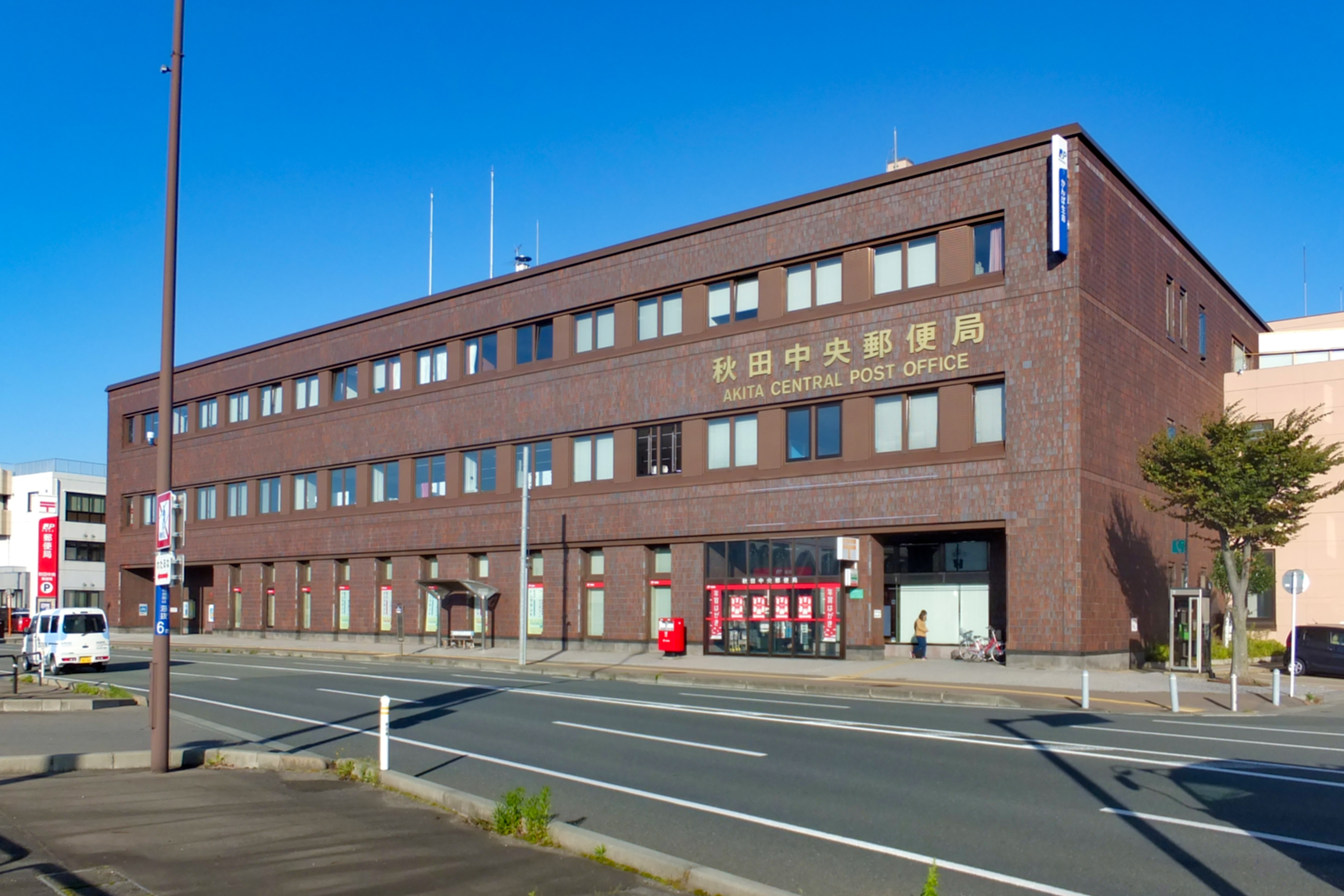
秋田中央郵便局
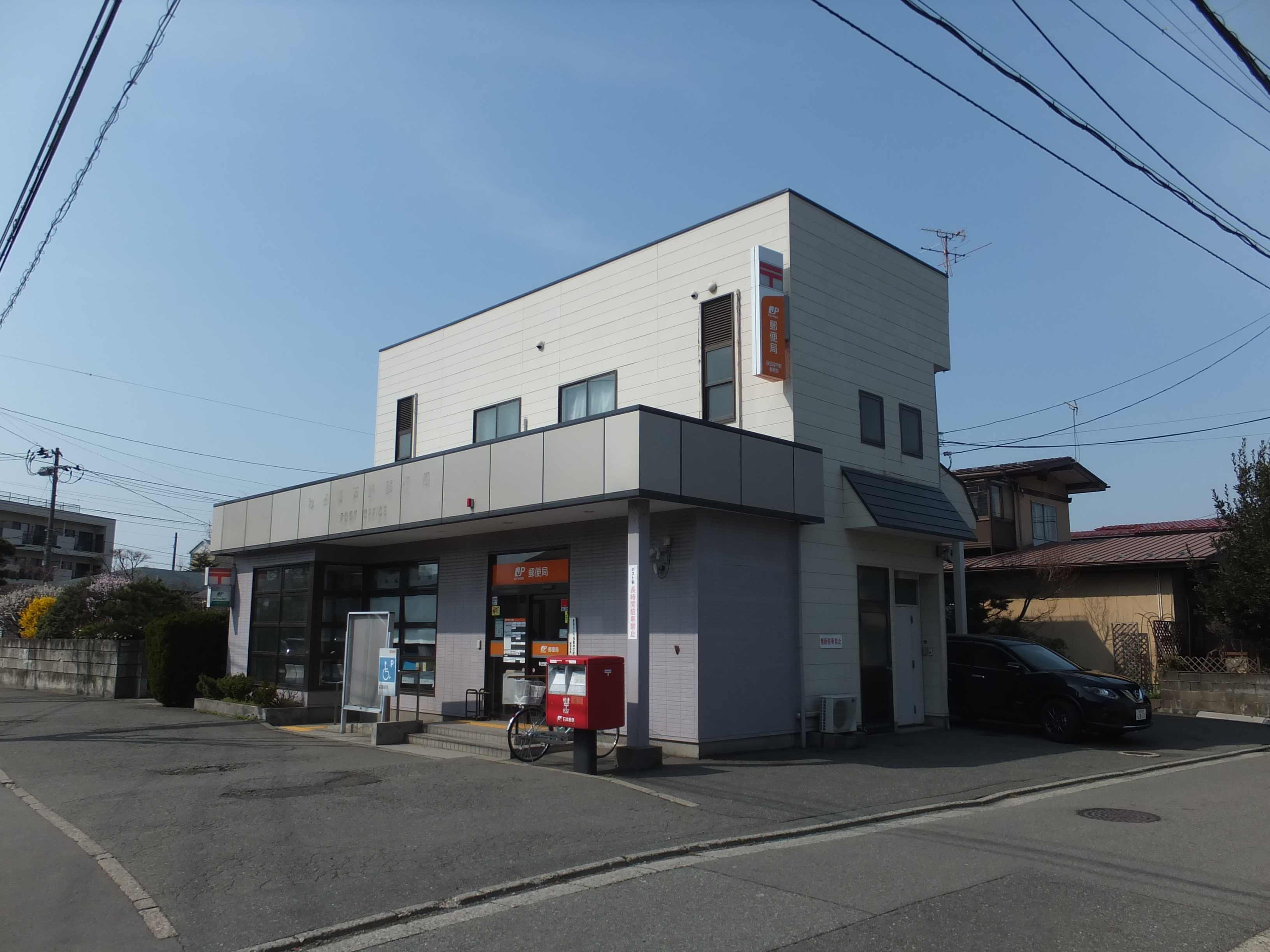
秋田保戸野郵便局
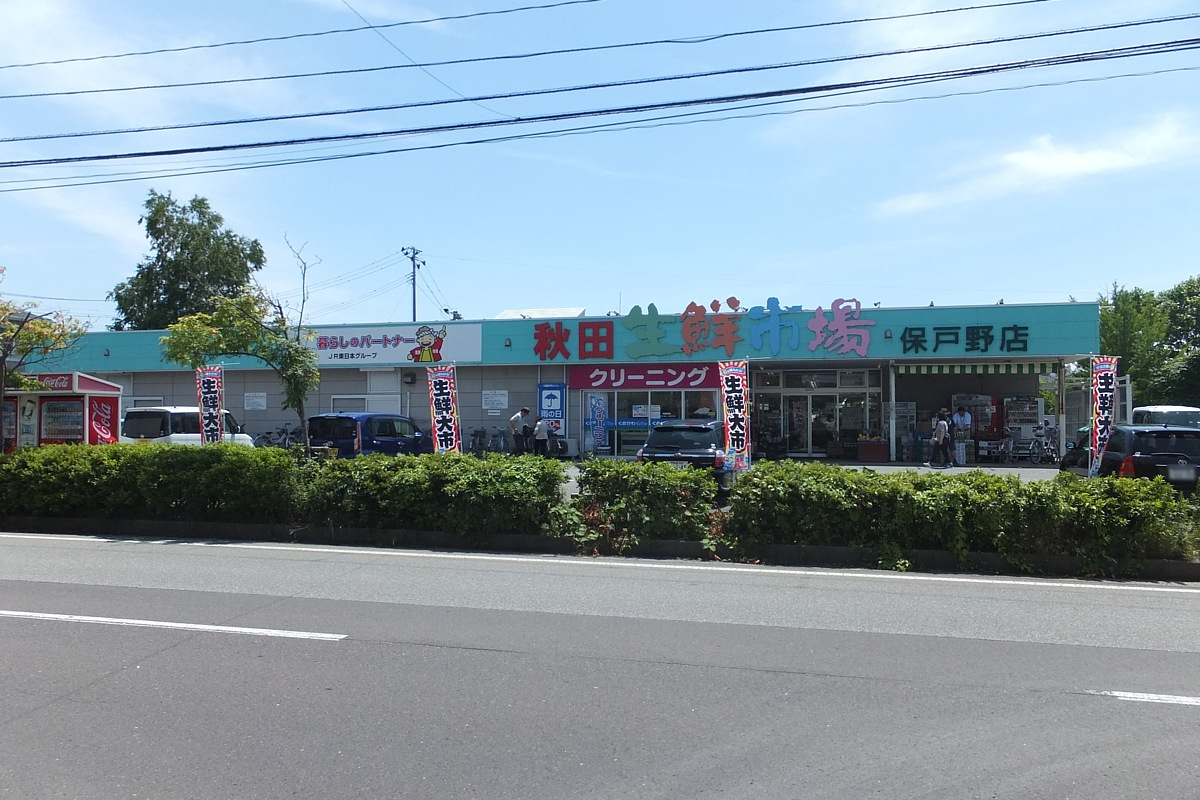
秋田生鮮市場保戸野店
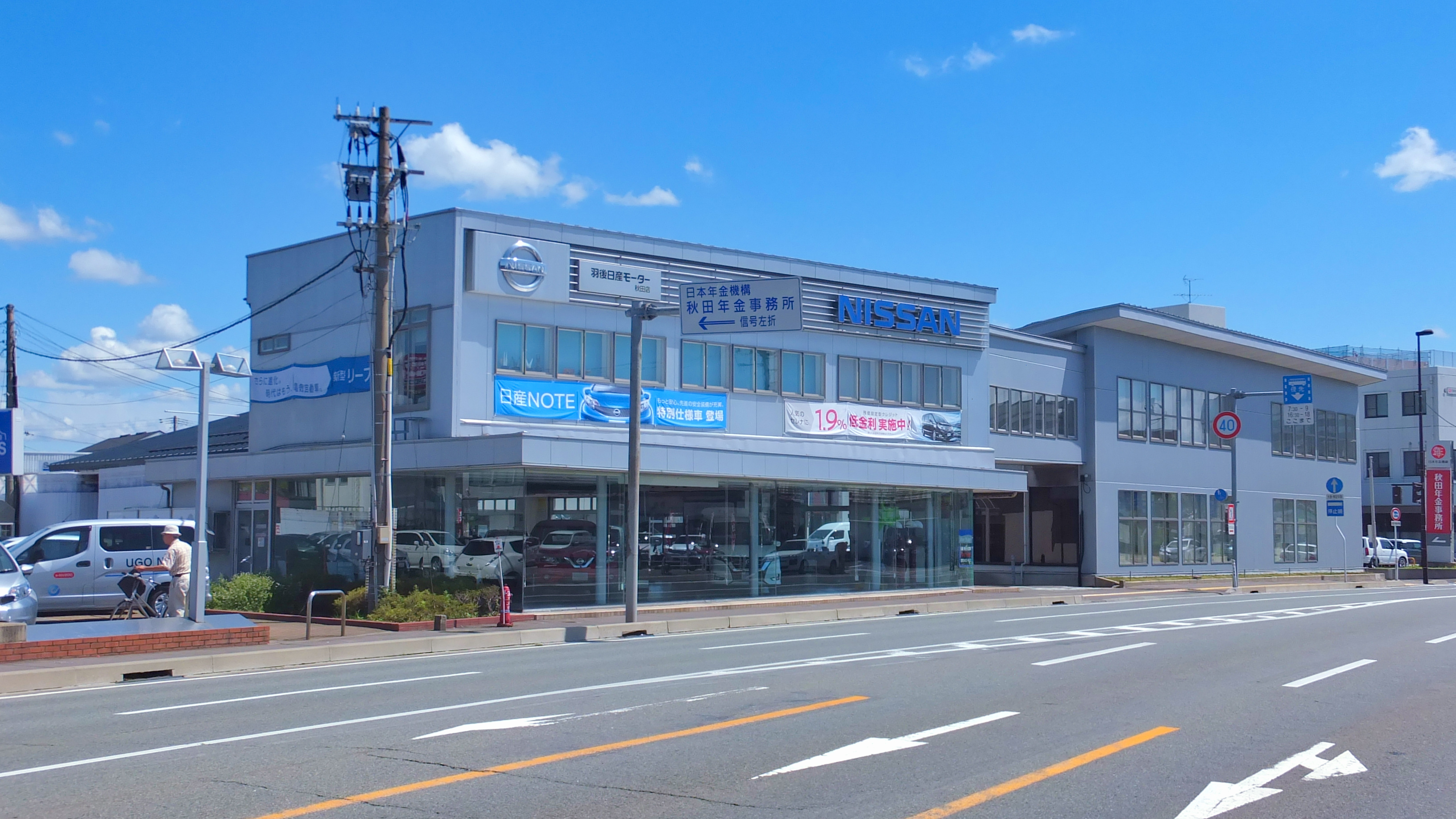
羽後日産モーター・秋田店
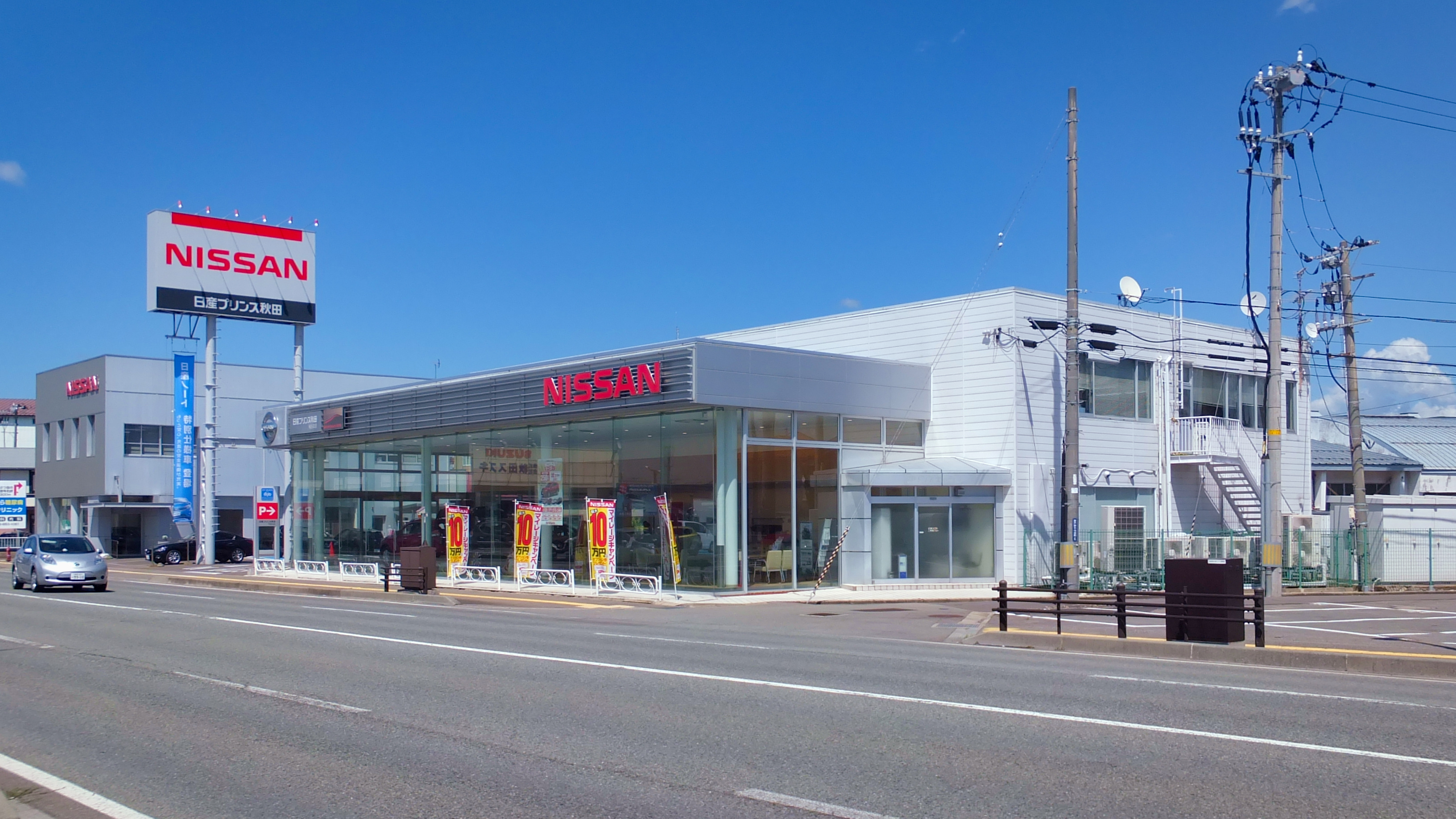
日産プリンス秋田販売本社
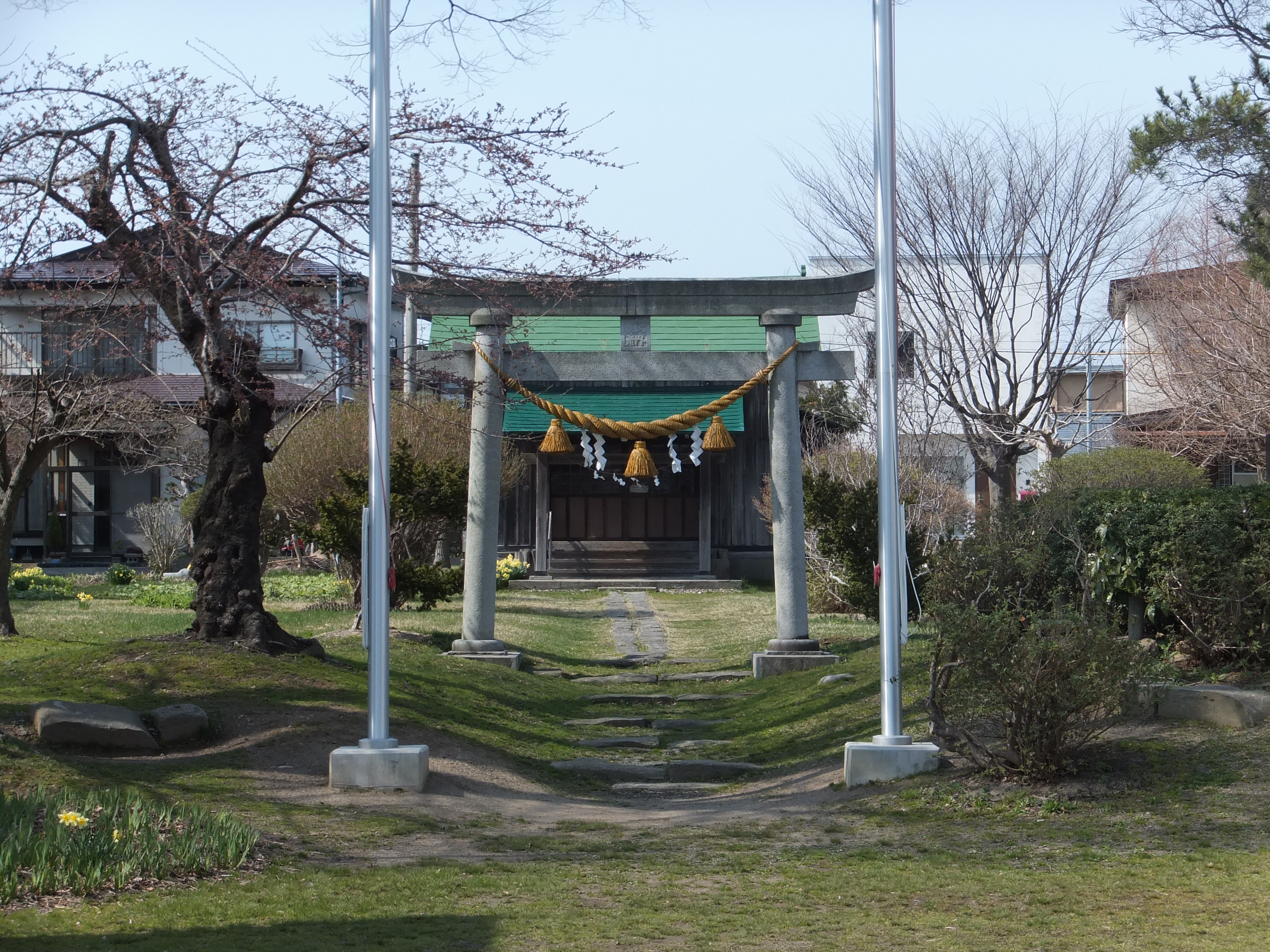
金砂神社
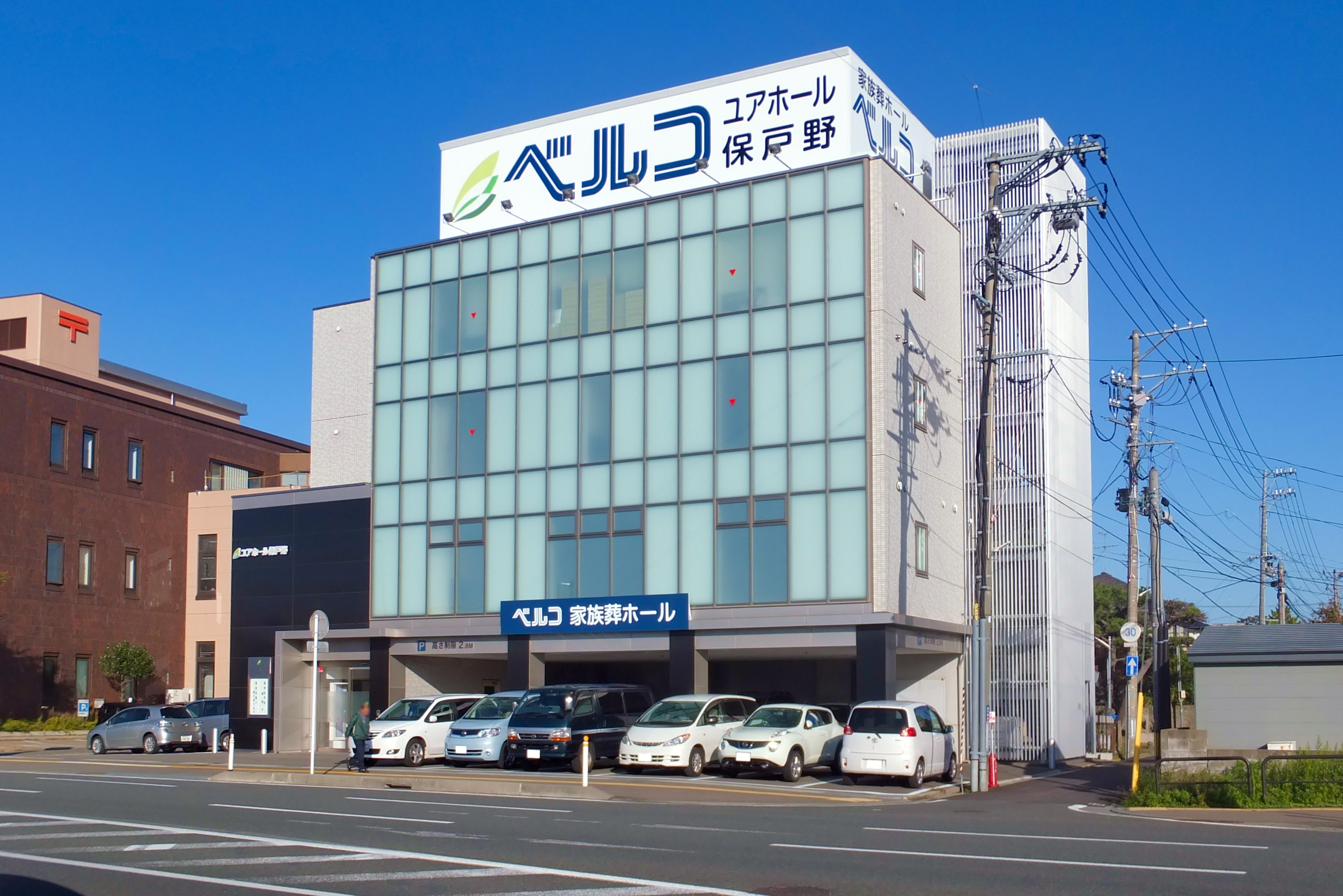
ベルコユアホール保戸野
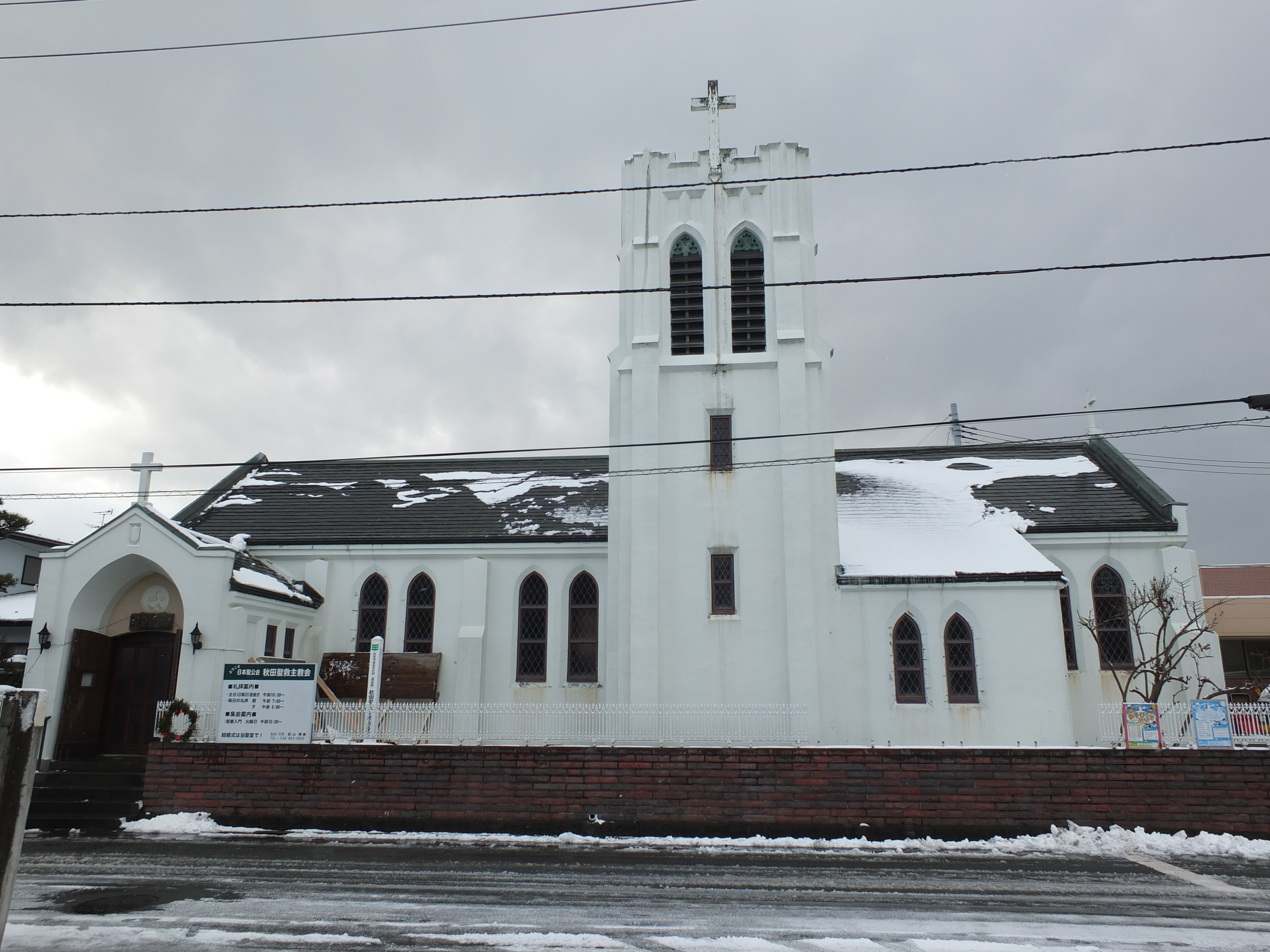
秋田聖救主教会聖堂
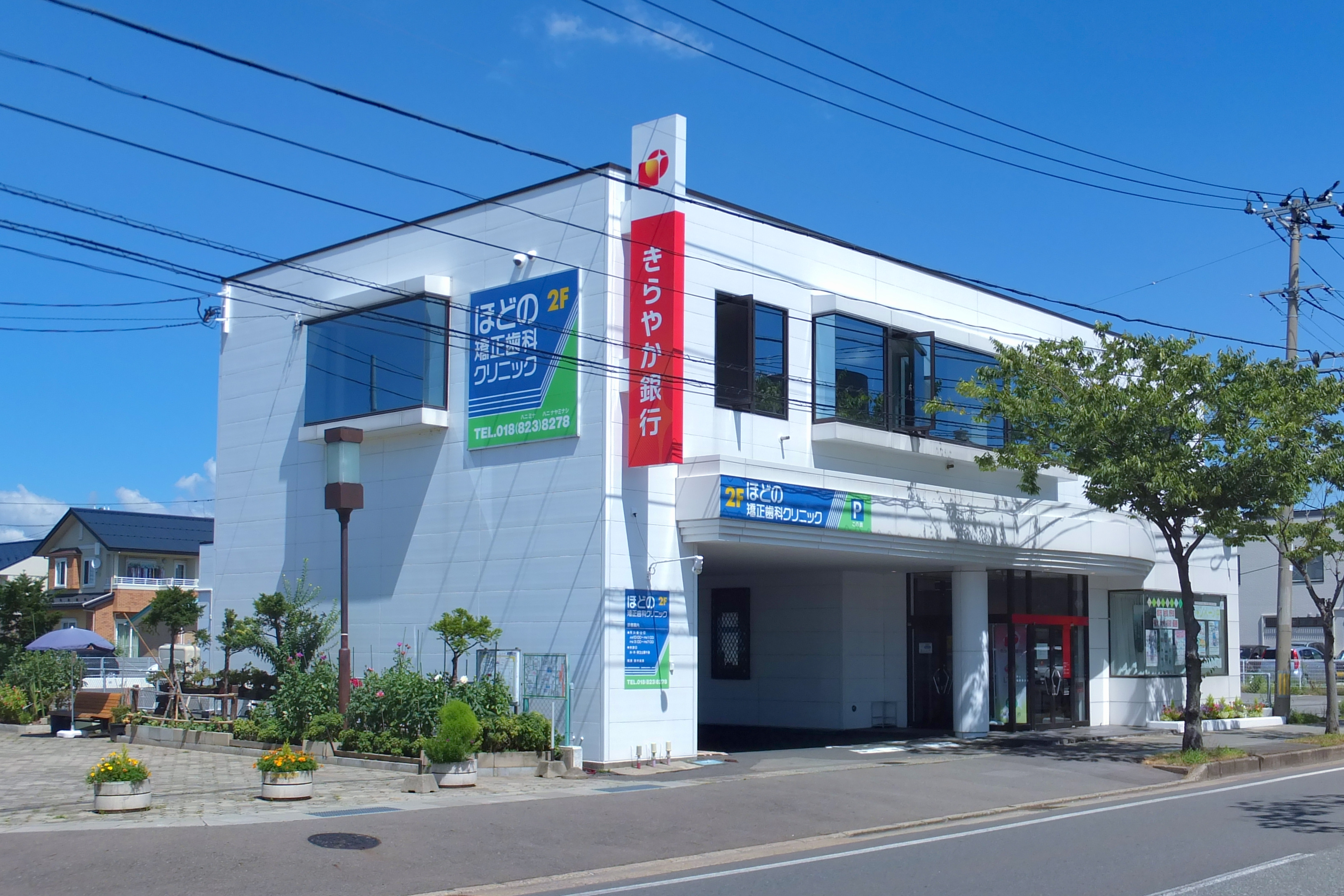
きらやか銀行秋田支店
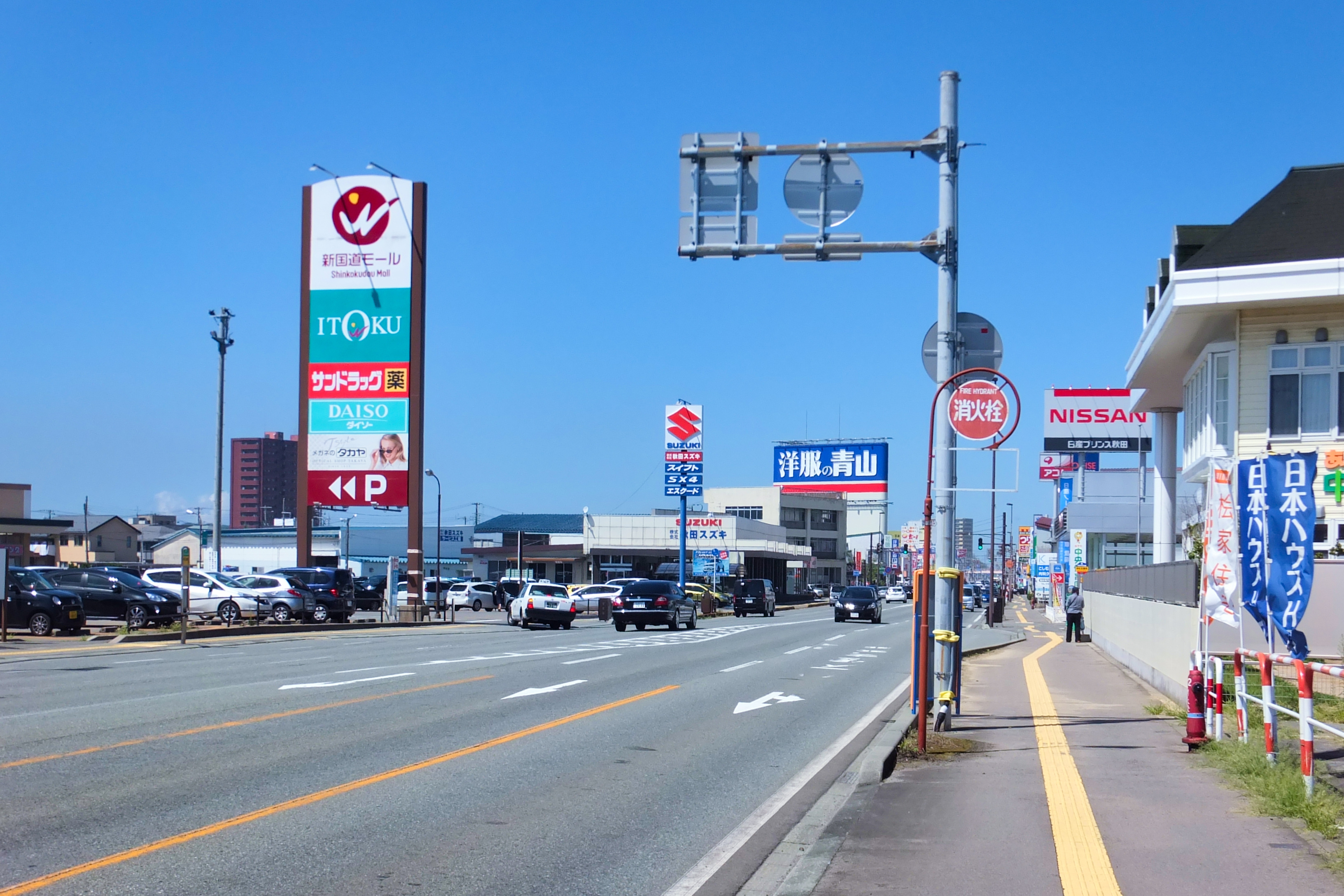
通称新国道
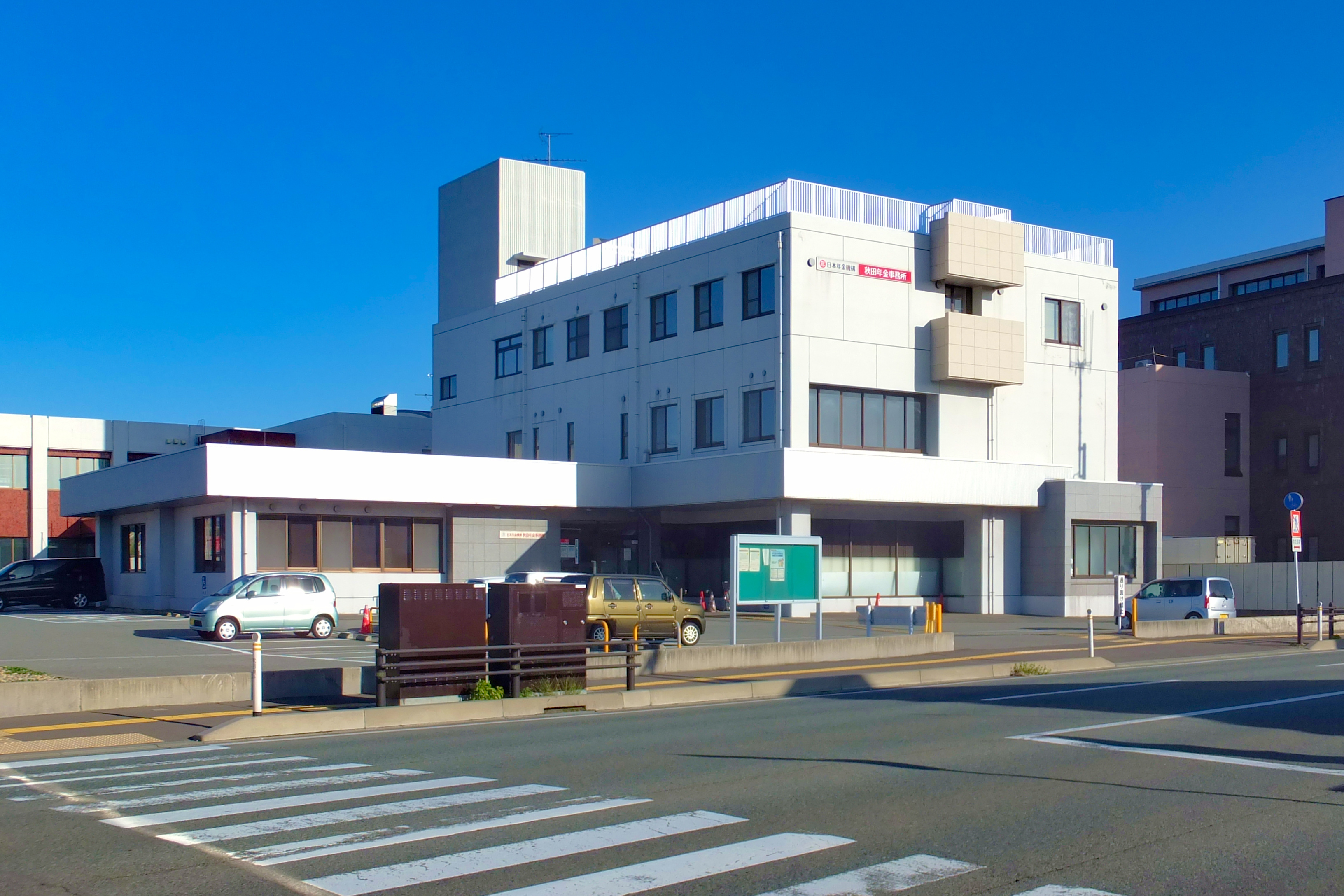
秋田年金事務所
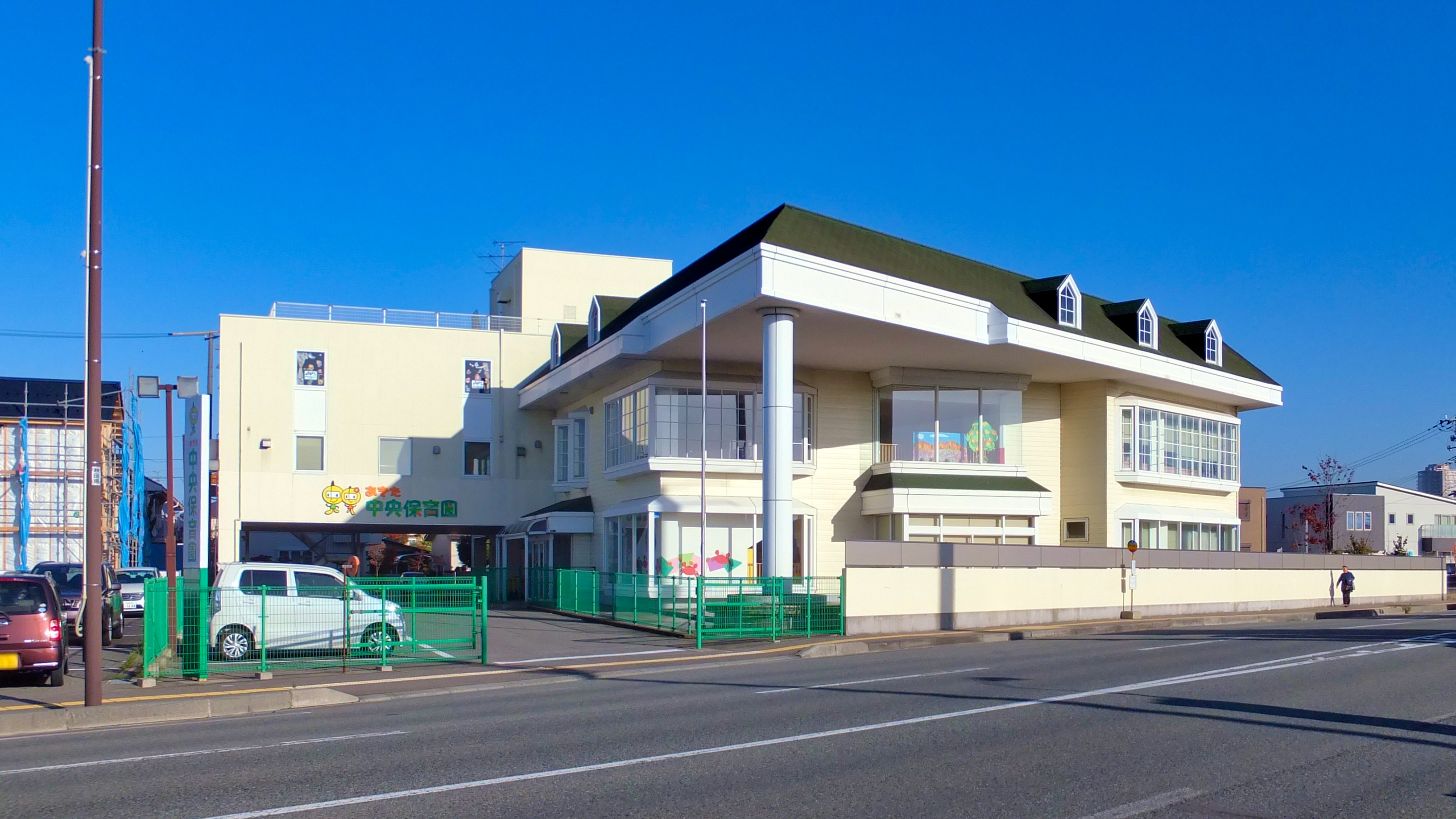
あきた中央保育園
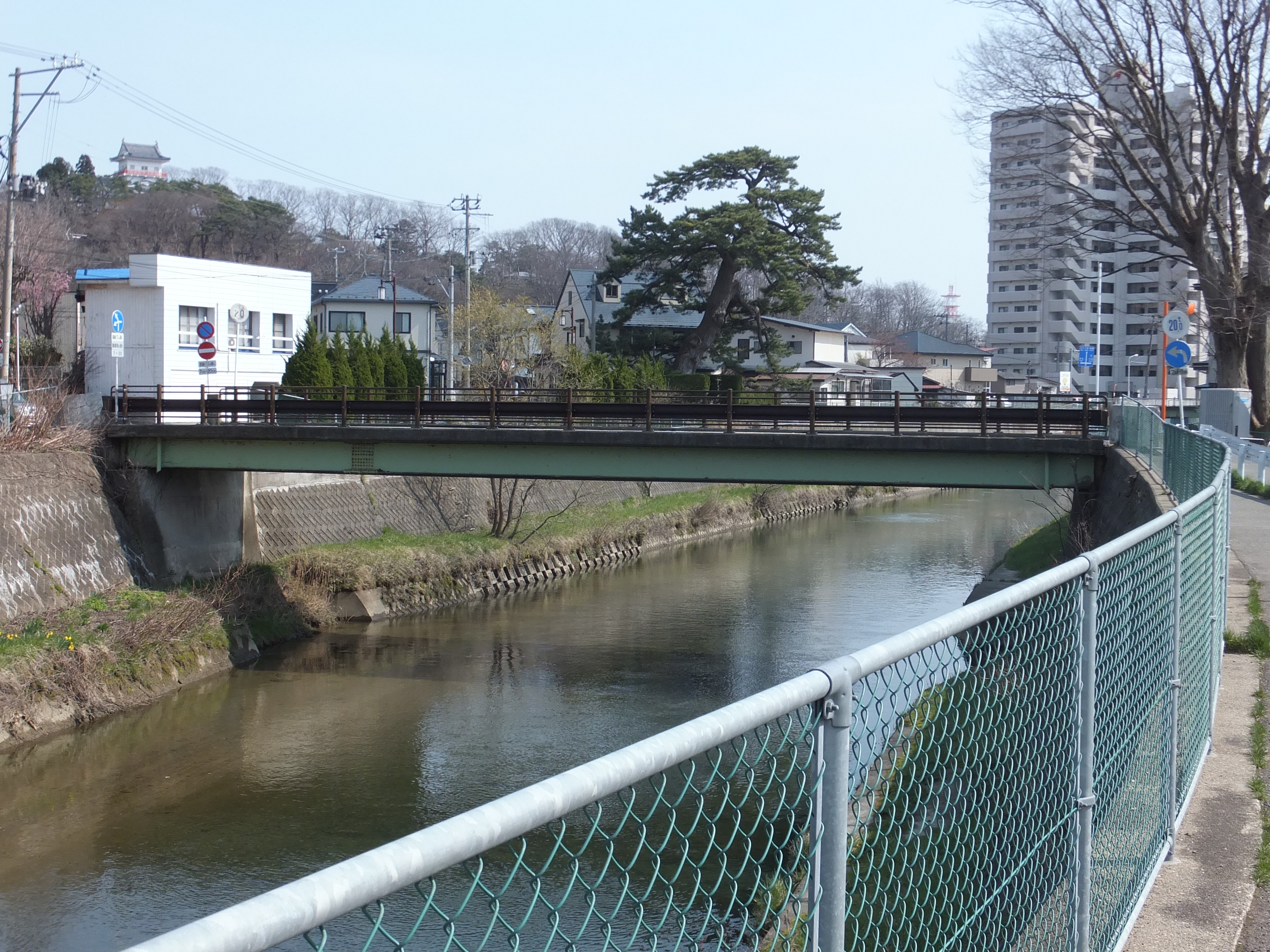
保戸野新橋
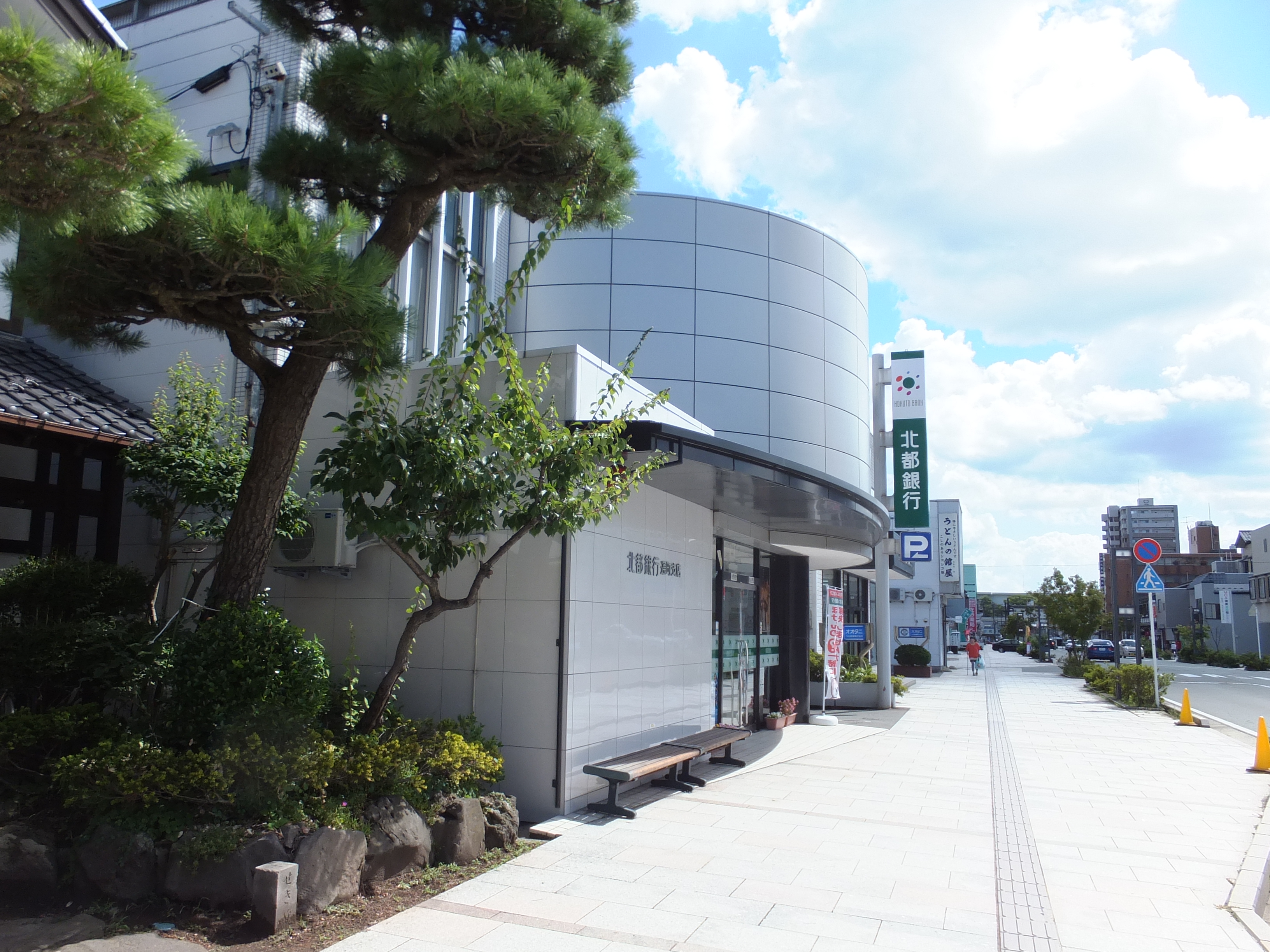
北都銀行通町支店
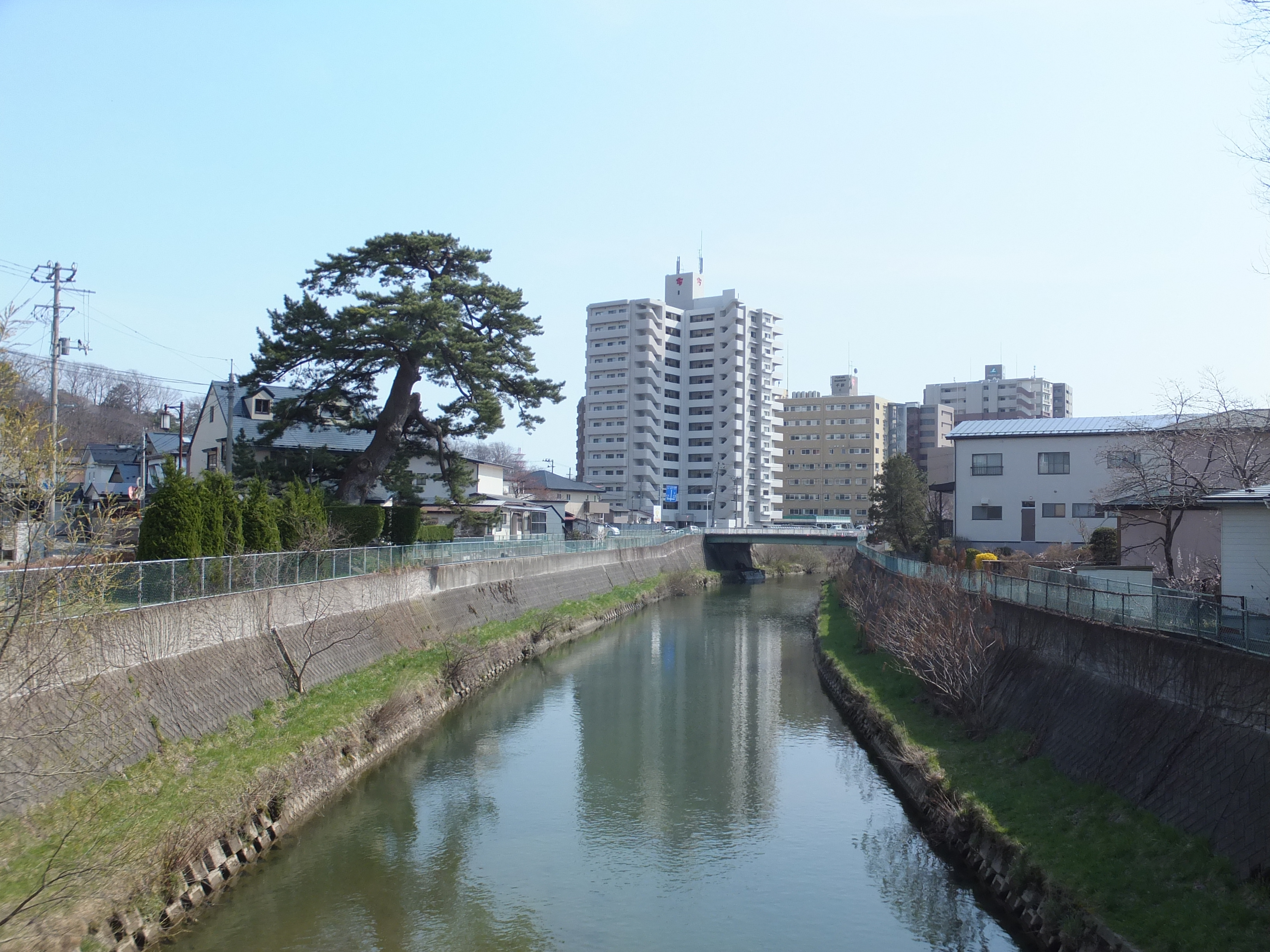
鑑の松